# Pertti Viinanen

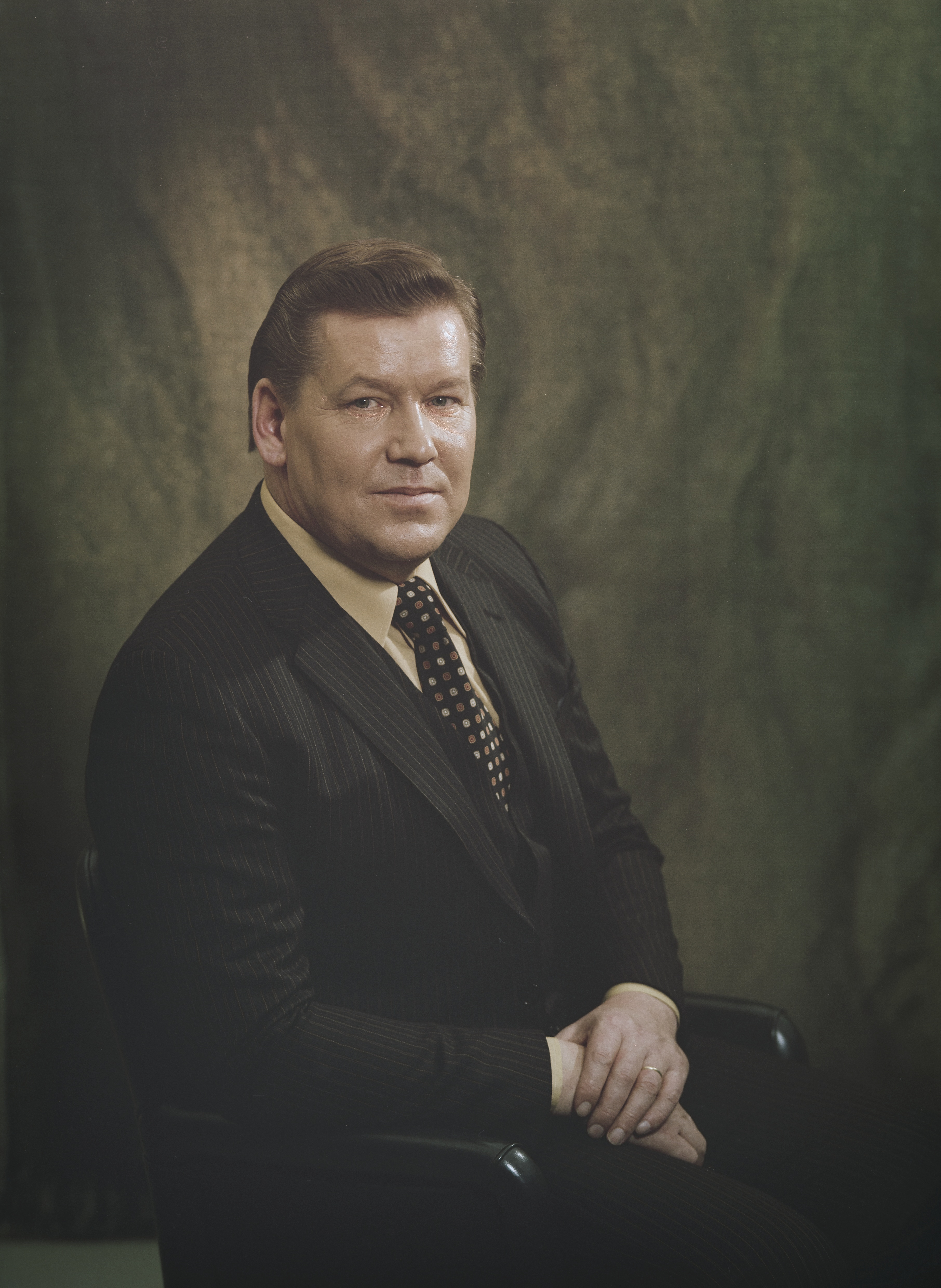
Pertti Viinanen.

Pertti Johannes Viinanen, född 9 april 1937 i Ruokolax, död 31 oktober 2012 i Helsingfors, var en finländsk fackföreningsman. 
Viinanen var truckförare vid Enso-Gutzeit Oy:s fabriker i Kaukopää 1955–1967 och funktionär vid Pappersindustriarbetarförbundet 1967–1976. Han var tredje ordförande vid Finlands Fackförbunds Centralorganisation (FFC) 1970–1981 och dess ordförande 1981–1990.